# Temps històric (economia)
El temps històric és una concepció o modelització del temps típica de certes teories econòmiques com l'economia postkeynesiana (o en menor mesura el marxisme) en la qual el temps es considera com un procés irreversible, en el que el coneixement dels fets passats modifica substancialment les decisions futures dels agents econòmics.
Aquesta concepció del temps històric, introduïda per Joan Robinson (1984), implica que en certs fets econòmics dos instants del temps són essencialment diferents i no podem establir per a alguns fets econòmics lleis atemporals de comportament dels agents. A més els partidaris de la concepció del temps històric insisteixen que els fenòmens han de ser analitzats amb major realisme considerant-los com a processos que s'estenen en el temps. D'acord amb això assenyalen que en molts casos és tremendament costós i difícil revertir una acció ja executada. Per exemple en les inversions en equipaments, que es converteixen en costos fixos.